# Rodengo
Rodeneck tiếng Ý: Rodengo; Archaic (1030 AD): Rotung, Rotunch, Rodant) là một đô thị ở tỉnh Bolzano-Bozen trong vùng Trentino-Alto Adige/Südtirol của Ý, Tại thời điểm ngày 31 tháng 12 năm 2004, đô thị này có dân số 1.160 người và diện tích là 29 km².
Đô thị Rodeneck có các frazioni (các đơn vị cấp dưới, chủ yếu là các làng) Ahnerberg, Fröllerberg, Gifen, Nauders, Spisses, Sankt Pauls, Vill.
Rodeneck giáp các đô thị: Kiens, Lüsen, Mühlbach, Natz-Schabs, St. Lorenzen và Vintl.